# XM250

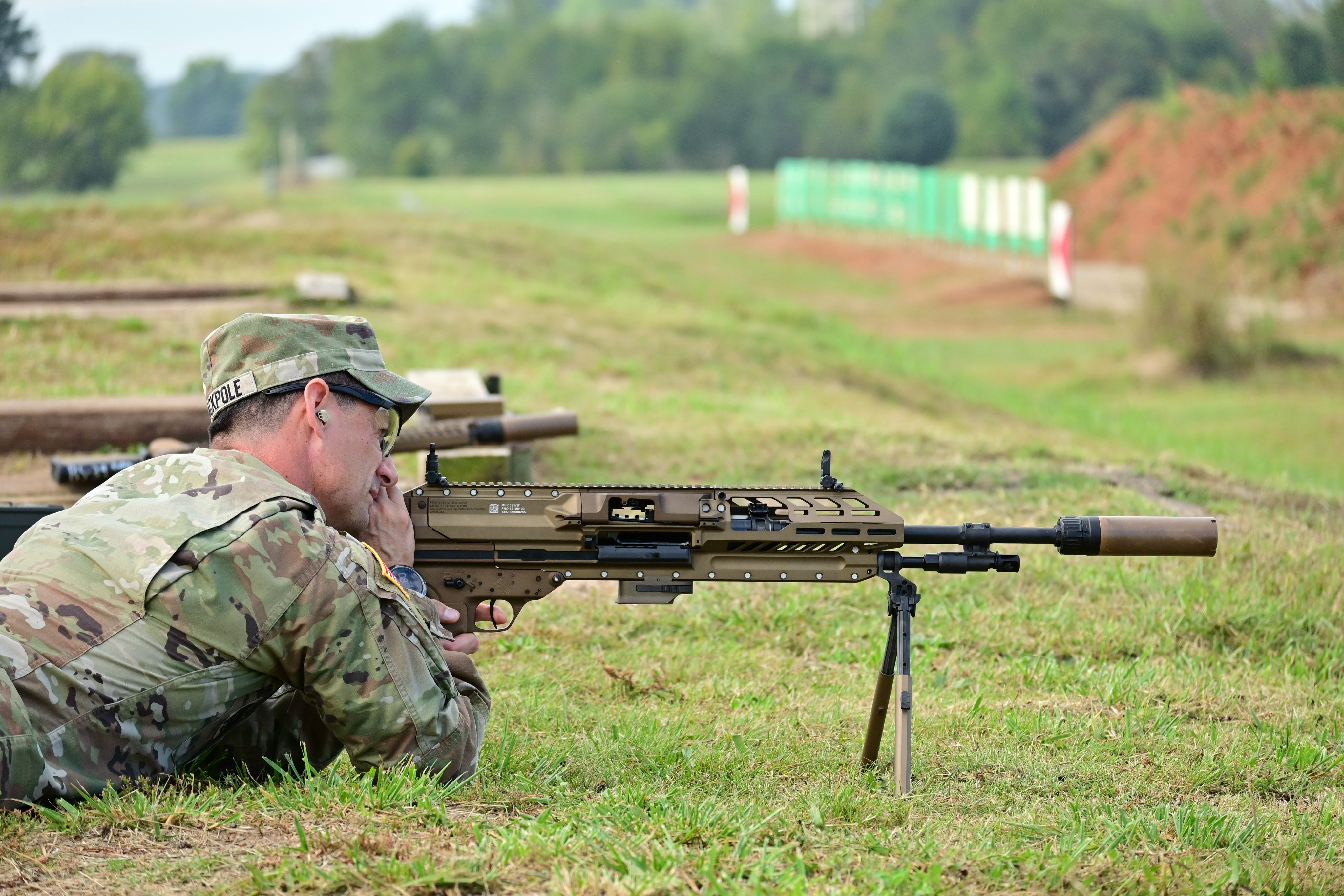
Um oficial de Fort Campbell dispara uma XM250.

A XM250 é a designação militar dos EUA para a SIG-LMG, uma metralhadora leve 6,8×51mm, operada a gás e alimentada por fita, projetada pela SIG Sauer para o Programa de Armamento do Grupo de Combate de Nova Geração do Exército Americano em 2022 para substituir a metralhadora leve M249. A XM250 possui um guarda-mão M-LOK reforçado flutuante para fixação direta de acessórios nos pontos de montagem de "espaço negativo" (ranhura oca).

## História
Em janeiro de 2019, os militares dos Estados Unidos iniciaram o Programa de Armas de Esquadrão de Próxima Geração para encontrar substitutos para a carabina M4 e a metralhadora leve M249. Em setembro de 2019, a SIG Sauer apresentou seus projetos. O projeto da XM250 foi um desdobramento da MG 338 que a SIG também estava desenvolvendo para o SOCOM. A metralhadora leve XM250 e o fuzil XM7 foram projetados para disparar o cartucho 6,8×51mm SIG Fury em resposta às preocupações de que melhorias nos trajes de proteção diminuiriam a eficácia de cartuchos comuns no campo de batalha, como o 5,56×45mm NATO (usado na carabina M4 e na metralhadora leve M249) e 7,62×51mm NATO.
Em 19 de abril de 2022, o Exército dos Estados Unidos concedeu um contrato de 10 anos à SIG Sauer para produzir a metralhadora XM250, juntamente com o fuzil XM7, para substituir a metralhadora leve M249 e a carabina M4, respectivamente. Os nomes foram escolhidos como os próximos números sequencialmente às armas que irão substituir (o fuzil foi originalmente designado como XM5, mas foi posteriormente alterado para XM7). O primeiro lote de vinte e cinco XM7 e quinze XM250 foi planejado para ser entregue no final de 2023. No total, o Exército planeja adquirir um total de 107.000 XM7 e 13.000 XM250 para forças de combate a curta distância. O contrato tem capacidade para construir armas adicionais caso o Corpo de Fuzileiros Navais dos Estados Unidos e o Comando de Operações Especiais dos Estados Unidos decidam ser incluídos.
A metralhadora leve XM250 pesa 5,9 kg, ou 6,6 kg com supressor. Tem uma carga básica de combate de 400 munições em quatro bolsas de 100 munições pesando 12,3 kg. Em comparação com a metralhadora leve M249 pesando 8,7 kg sem supressor, com uma carga básica de combate de 600 munições em três bolsas de 200 munições, pesando 9,4 kg, a metralhadora leve XM250 pesa cerca de 1,8 kg a menos e um operador carrega cerca de 0,45 kg a mais com 200 munições a menos. O cano da metralhadora leve XM250 não é considerado um cano de troca rápida e a coronha é retrátil, mas não dobrável.
A metralhadora leve XM250 foi entregue aos soldados da 101ª Divisão Aerotransportada e do 75º Regimento de Rangers em setembro de 2023 para testes de operador. Os testes operacionais não garantem problemas futuros generalizados.